# Luid en duidelijk
Luid en duidelijk is het achtste studioalbum van de Nederlandse zanger Marco Borsato. In Nederland ging de plaat meer dan 400.000 keer over de toonbank, goed voor vijfmaal platina. Het werd daarmee het bestverkochte album van 2000. In België werd het album goud. Het album leverde Borsato in 2001 voor de derde keer in zijn carrière een Edison op voor beste zanger.

## Geschiedenis
Het album verscheen kort nadat Borsato's plan om een groots concert tijdens de millenniumwisseling in de Amsterdam ArenA te organiseren, mislukte. Door tegenvallende kaartverkoop ging er een streep door het evenement, verloor de zanger veel geld en kwam er druk op de release van Luid en duidelijk. De vrees dat het succes van de zanger zou afnemen bleek echter ongegrond. De eerste single Binnen werd Borsato's vierde nummer 1-hit in de Nederlandse Top 40 en is tevens de laatste en eerste nummer 1 van het oude en nieuwe millennium. In het najaar van 2000 werd als tweede single een live-versie van het nummer Wat is mijn hart uitgebracht. De versie werd in oktober 2000 opgenomen tijdens een concert in Ahoy in Rotterdam.

### Ontvangst
Luid en duidelijk was de vierde nummer 1 voor Borsato in de Nederlandse Album Top 100. Het album kwam na de release direct binnen op de eerste plaats en bleef daar in totaal acht weken staan. De cd daalde daarna relatief snel uit de bovenste regionen van de lijst maar stond wel meer dan een jaar genoteerd. Met Luid en duidelijk leverde Borsato bovendien voor de derde keer in vier jaar tijd het bestverkochte album van het jaar af. In Vlaanderen stond de plaat vijf weken bovenaan de Vlaamse albumlijst.
Behalve een Edison won Borsato met het album ook onder meer twee TMF Awards voor beste zanger en beste album. Binnen werd door tijdschrift Hitkrant uitgeroepen tot beste single van 2000.

## Tracklist
| Nr. | Titel                 | Schrijver(s)                           | Duur |
| --- | --------------------- | -------------------------------------- | ---- |
| 1.  | Binnen                | John Ewbank                            | 4:35 |
| 2.  | Het einde van de lijn | John Ewbank, Han Kooreneef             | 4:04 |
| 3.  | De verliezer          | John Ewbank, Han Kooreneef             | 4:18 |
| 4.  | Zonder jou            | John Ewbank                            | 4:06 |
| 5.  | Een beetje tijd       | John Ewbank                            | 3:45 |
| 6.  | Tegenpolen            | John Ewbank, Han Kooreneef             | 4:18 |
| 7.  | Engel van m'n hart    | Ton Dijkman, Ferry van Leeuwen         | 1:32 |
| 8.  | Laat maar los         | John Ewbank                            | 3:24 |
| 9.  | Hoe zou het zijn      | John Ewbank, Han Kooreneef             | 3:25 |
| 10. | Geen toeval           | John Ewbank, Han Kooreneef             | 3:18 |
| 11. | Wat is mijn hart      | John Ewbank, Han Kooreneef             | 5:22 |
| 12. | Zomaar                | John Ewbank, Han Kooreneef, L. Borsato | 3:56 |
| 13. | De dwaas              | John Ewbank                            | 4:56 |

## Hitnotering

### Nederland
| "Luid en duidelijk" in de Nederlandse Album Top 100 - binnen: 15-01-2000 | "Luid en duidelijk" in de Nederlandse Album Top 100 - binnen: 15-01-2000 | "Luid en duidelijk" in de Nederlandse Album Top 100 - binnen: 15-01-2000 | "Luid en duidelijk" in de Nederlandse Album Top 100 - binnen: 15-01-2000 | "Luid en duidelijk" in de Nederlandse Album Top 100 - binnen: 15-01-2000 | "Luid en duidelijk" in de Nederlandse Album Top 100 - binnen: 15-01-2000 | "Luid en duidelijk" in de Nederlandse Album Top 100 - binnen: 15-01-2000 | "Luid en duidelijk" in de Nederlandse Album Top 100 - binnen: 15-01-2000 | "Luid en duidelijk" in de Nederlandse Album Top 100 - binnen: 15-01-2000 | "Luid en duidelijk" in de Nederlandse Album Top 100 - binnen: 15-01-2000 | "Luid en duidelijk" in de Nederlandse Album Top 100 - binnen: 15-01-2000 | "Luid en duidelijk" in de Nederlandse Album Top 100 - binnen: 15-01-2000 | "Luid en duidelijk" in de Nederlandse Album Top 100 - binnen: 15-01-2000 | "Luid en duidelijk" in de Nederlandse Album Top 100 - binnen: 15-01-2000 | "Luid en duidelijk" in de Nederlandse Album Top 100 - binnen: 15-01-2000 | "Luid en duidelijk" in de Nederlandse Album Top 100 - binnen: 15-01-2000 | "Luid en duidelijk" in de Nederlandse Album Top 100 - binnen: 15-01-2000 | "Luid en duidelijk" in de Nederlandse Album Top 100 - binnen: 15-01-2000 | "Luid en duidelijk" in de Nederlandse Album Top 100 - binnen: 15-01-2000 | "Luid en duidelijk" in de Nederlandse Album Top 100 - binnen: 15-01-2000 | "Luid en duidelijk" in de Nederlandse Album Top 100 - binnen: 15-01-2000 | "Luid en duidelijk" in de Nederlandse Album Top 100 - binnen: 15-01-2000 | "Luid en duidelijk" in de Nederlandse Album Top 100 - binnen: 15-01-2000 | "Luid en duidelijk" in de Nederlandse Album Top 100 - binnen: 15-01-2000 | "Luid en duidelijk" in de Nederlandse Album Top 100 - binnen: 15-01-2000 | "Luid en duidelijk" in de Nederlandse Album Top 100 - binnen: 15-01-2000 | "Luid en duidelijk" in de Nederlandse Album Top 100 - binnen: 15-01-2000 | "Luid en duidelijk" in de Nederlandse Album Top 100 - binnen: 15-01-2000 | "Luid en duidelijk" in de Nederlandse Album Top 100 - binnen: 15-01-2000 | "Luid en duidelijk" in de Nederlandse Album Top 100 - binnen: 15-01-2000 |
| Week                                                                     | 01                                                                       | 02                                                                       | 03                                                                       | 04                                                                       | 05                                                                       | 06                                                                       | 07                                                                       | 08                                                                       | 09                                                                       | 10                                                                       | 11                                                                       | 12                                                                       | 13                                                                       | 14                                                                       | 15                                                                       | 16                                                                       | 17                                                                       | 18                                                                       | 19                                                                       | 20                                                                       | 21                                                                       | 22                                                                       | 23                                                                       | 24                                                                       | 25                                                                       | 26                                                                       | 27                                                                       | 28                                                                       | 29                                                                       |
| ------------------------------------------------------------------------ | ------------------------------------------------------------------------ | ------------------------------------------------------------------------ | ------------------------------------------------------------------------ | ------------------------------------------------------------------------ | ------------------------------------------------------------------------ | ------------------------------------------------------------------------ | ------------------------------------------------------------------------ | ------------------------------------------------------------------------ | ------------------------------------------------------------------------ | ------------------------------------------------------------------------ | ------------------------------------------------------------------------ | ------------------------------------------------------------------------ | ------------------------------------------------------------------------ | ------------------------------------------------------------------------ | ------------------------------------------------------------------------ | ------------------------------------------------------------------------ | ------------------------------------------------------------------------ | ------------------------------------------------------------------------ | ------------------------------------------------------------------------ | ------------------------------------------------------------------------ | ------------------------------------------------------------------------ | ------------------------------------------------------------------------ | ------------------------------------------------------------------------ | ------------------------------------------------------------------------ | ------------------------------------------------------------------------ | ------------------------------------------------------------------------ | ------------------------------------------------------------------------ | ------------------------------------------------------------------------ | ------------------------------------------------------------------------ |
| Nummer                                                                   | 1                                                                        | 1                                                                        | 1                                                                        | 1                                                                        | 1                                                                        | 1                                                                        | 1                                                                        | 1                                                                        | 2                                                                        | 2                                                                        | 7                                                                        | 12                                                                       | 15                                                                       | 17                                                                       | 17                                                                       | 18                                                                       | 29                                                                       | 38                                                                       | 34                                                                       | 47                                                                       | 73                                                                       | 87                                                                       | 99                                                                       | 84                                                                       | 80                                                                       | 70                                                                       | 62                                                                       | 64                                                                       | 73                                                                       |
| Week                                                                     | 30                                                                       | 31                                                                       | 32                                                                       | 33                                                                       | 34                                                                       | 35                                                                       | 36                                                                       | 37                                                                       |                                                                          | 38                                                                       |                                                                          | 39                                                                       | 40                                                                       | 41                                                                       | 42                                                                       | 43                                                                       | 44                                                                       | 45                                                                       | 46                                                                       | 47                                                                       | 48                                                                       | 49                                                                       | 50                                                                       | 51                                                                       | 52                                                                       |                                                                          | 53                                                                       |                                                                          |                                                                          |
| Nummer                                                                   | 93                                                                       | 84                                                                       | 86                                                                       | 79                                                                       | 78                                                                       | 98                                                                       | 83                                                                       | 87                                                                       | uit                                                                      | 83                                                                       | uit                                                                      | 96                                                                       | 92                                                                       | 84                                                                       | 66                                                                       | 61                                                                       | 57                                                                       | 55                                                                       | 54                                                                       | 58                                                                       | 65                                                                       | 61                                                                       | 74                                                                       | 82                                                                       | 87                                                                       | uit                                                                      | 98                                                                       | uit                                                                      |                                                                          |

### Vlaanderen
| "Luid en duidelijk" in de Vlaamse Ultratop 200 - binnen: 22-01-2000 | "Luid en duidelijk" in de Vlaamse Ultratop 200 - binnen: 22-01-2000 | "Luid en duidelijk" in de Vlaamse Ultratop 200 - binnen: 22-01-2000 | "Luid en duidelijk" in de Vlaamse Ultratop 200 - binnen: 22-01-2000 | "Luid en duidelijk" in de Vlaamse Ultratop 200 - binnen: 22-01-2000 | "Luid en duidelijk" in de Vlaamse Ultratop 200 - binnen: 22-01-2000 | "Luid en duidelijk" in de Vlaamse Ultratop 200 - binnen: 22-01-2000 | "Luid en duidelijk" in de Vlaamse Ultratop 200 - binnen: 22-01-2000 | "Luid en duidelijk" in de Vlaamse Ultratop 200 - binnen: 22-01-2000 | "Luid en duidelijk" in de Vlaamse Ultratop 200 - binnen: 22-01-2000 | "Luid en duidelijk" in de Vlaamse Ultratop 200 - binnen: 22-01-2000 | "Luid en duidelijk" in de Vlaamse Ultratop 200 - binnen: 22-01-2000 | "Luid en duidelijk" in de Vlaamse Ultratop 200 - binnen: 22-01-2000 | "Luid en duidelijk" in de Vlaamse Ultratop 200 - binnen: 22-01-2000 | "Luid en duidelijk" in de Vlaamse Ultratop 200 - binnen: 22-01-2000 | "Luid en duidelijk" in de Vlaamse Ultratop 200 - binnen: 22-01-2000 | "Luid en duidelijk" in de Vlaamse Ultratop 200 - binnen: 22-01-2000 | "Luid en duidelijk" in de Vlaamse Ultratop 200 - binnen: 22-01-2000 | "Luid en duidelijk" in de Vlaamse Ultratop 200 - binnen: 22-01-2000 | "Luid en duidelijk" in de Vlaamse Ultratop 200 - binnen: 22-01-2000 | "Luid en duidelijk" in de Vlaamse Ultratop 200 - binnen: 22-01-2000 | "Luid en duidelijk" in de Vlaamse Ultratop 200 - binnen: 22-01-2000 | "Luid en duidelijk" in de Vlaamse Ultratop 200 - binnen: 22-01-2000 |
| Week                                                                | 01                                                                  | 02                                                                  | 03                                                                  | 04                                                                  | 05                                                                  | 06                                                                  | 07                                                                  | 08                                                                  | 09                                                                  | 10                                                                  | 11                                                                  | 12                                                                  | 13                                                                  | 14                                                                  | 15                                                                  | 16                                                                  |                                                                     | 17                                                                  |                                                                     | 18                                                                  | 19                                                                  |                                                                     |
| ------------------------------------------------------------------- | ------------------------------------------------------------------- | ------------------------------------------------------------------- | ------------------------------------------------------------------- | ------------------------------------------------------------------- | ------------------------------------------------------------------- | ------------------------------------------------------------------- | ------------------------------------------------------------------- | ------------------------------------------------------------------- | ------------------------------------------------------------------- | ------------------------------------------------------------------- | ------------------------------------------------------------------- | ------------------------------------------------------------------- | ------------------------------------------------------------------- | ------------------------------------------------------------------- | ------------------------------------------------------------------- | ------------------------------------------------------------------- | ------------------------------------------------------------------- | ------------------------------------------------------------------- | ------------------------------------------------------------------- | ------------------------------------------------------------------- | ------------------------------------------------------------------- | ------------------------------------------------------------------- |
| Nummer                                                              | 8                                                                   | 1                                                                   | 1                                                                   | 1                                                                   | 1                                                                   | 1                                                                   | 2                                                                   | 2                                                                   | 9                                                                   | 7                                                                   | 8                                                                   | 10                                                                  | 20                                                                  | 33                                                                  | 37                                                                  | 49                                                                  | uit                                                                 | 49                                                                  | uit                                                                 | 44                                                                  | 49                                                                  | uit                                                                 |